# Svenska idrottsgalan 2008

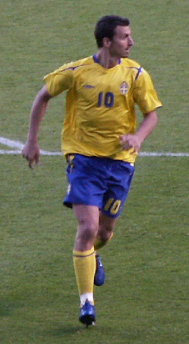
Zlatan Ibrahimović fick Jerringpriset och utsågs till årets manlige idrottare.

Svenska idrottsgalan 2008 hölls i Globen den 14 januari 2008 med Peter Settman som värd.
Priser till Sveriges bästa idrottare under 2007 delades ut i följande kategorier. Årets kvinnliga idrottare, Årets manlige idrottare, Årets lag, Årets ledare, Årets nykomling, Årets prestation och Årets idrottare med funktionshinder. Dessutom delades Jerringpriset, Idrottsakademins hederspris och TV-sportens Sportspegelpris ut. Även bragdguldet delas ut på galan, dock hade juryn då redan meddelat att Anja Pärson vinner priset.

## Priser
| Pris                                | Prisutdelare | Nominerade | Vinnare                                                |                                                        |
| ----------------------------------- | ------------ | --- | ------------------------------------------------------ | ------------------------------------------------------ |
| Årets kvinnliga idrottare           |              | Susanna Kallur, friidrott Therese Alshammar, simning Anja Pärson, alpint Carolina Klüft, friidrott | Anja Pärson, alpint                                    |                                                        |
| Årets manlige idrottare             |              | Mattias Ekström, Bilsport Stefan Holm, friidrott Zlatan Ibrahimović, fotboll Nicklas Lidström, ishockey | Zlatan Ibrahimović, fotboll                            |                                                        |
| Årets lag                           |              | Bowling, 3-manna, damer Mixstafett-laget, skidskytte Stafettlaget längdskidor, herrar Sveriges herrlandslag i fotboll | Mixstafett-laget, skidskytte                           |                                                        |
| Årets ledare                        |              | Lars Lagerbäck, Fotboll Ines Lopes, Rullstolsbasket Anders Pärson, alpint Karin Torneklint, friidrott | Anders Pärson, alpint                                  |                                                        |
| Årets nykomling                     |              | Magnus Arvidsson, friidrott Jens Byggmark, alpint Caroline Hedvall, golf Charlotte Kalla, längdskidåkning | Jens Byggmark, alpint                                  |                                                        |
| Årets prestation                    |              | Therese Alshammar, simning Patrik Järbyn alpint Carolina Klüft, friidrott Mustafa Mohamed, friidrott | Carolina Klüft, friidrott                              |                                                        |
| Årets idrottare med funktionshinder |              | Sveriges herrlandslag i rullstolsbasket Henrik Larsson, biljard Anders Olsson, simning Anna Polivanchuk, simning | Anders Olsson, simning                                 |                                                        |
| Jerringpriset                       |              | Anja Pärson, alpint Jens Byggmark, alpint Ida-Theres Nerell, brottning Zlatan Ibrahimović, fotboll Carolina Klüft, friidrott Susanna Kallur, friidrott Henrik Stenson, golf Nicklas Lidström, ishockey Mattias Ekström, bilsport Therese Alshammar, simning | Zlatan Ibrahimović, fotboll                            |                                                        |
| Bragdguldet                         |              | Vinnare: Anja Pärson, alpint | Vinnare: Anja Pärson, alpint                           | Vinnare: Anja Pärson, alpint                           |
| Idrottsakademins hederspris         |              | Vinnare: Sven Tumba | Vinnare: Sven Tumba                                    | Vinnare: Sven Tumba                                    |
| TV-sportens Sportspegelpris         |              | Vinnare: Jessica Lennartsson & Andreas Berg, danssport | Vinnare: Jessica Lennartsson & Andreas Berg, danssport | Vinnare: Jessica Lennartsson & Andreas Berg, danssport |

## Prisutdelare
Några av de som fick dela ut priser under kvällen var Kajsa Bergqvist, Thomas Ravelli, KG Bergström, Bengt Johansson och Lena Adelsohn Liljeroth.

## Artister
- Carola Häggkvist och Andreas Jonsson
- LaGaylia Frazier
- The Real Group
- Malena Ernman

### Fotnoter
1. ↑  ”Svensk mediedatabas”. http://smdb.kb.se/catalog/id/002240073. Läst 16 september 2011.